# Thermorthemis
Thermorthemis is een geslacht van libellen (Odonata) uit de familie van de korenbouten (Libellulidae).

## Soorten
Thermorthemis omvat 2 soorten:
- Thermorthemis comorensis Fraser, 1958
- Thermorthemis madagascariensis (Rambur, 1842)